# 2405 Welch
2405 Welch eller 1963 UF är en asteroid i huvudbältet, som upptäcktes 18 oktober 1963 av Indiana Asteroid Program vid Indiana University Bloomington med Goethe Link Observatory. Asteroiden har fått sitt namn efter David F. Welch.
Asteroiden har en diameter på ungefär 22 kilometer och den tillhör asteroidgruppen Themis.